# De Boterbloem
De Boterbloem was een restaurant in Heerlen, Nederland. Het had een Michelinster in de periode 2001-2004. Winthaegen sloot het restaurant in 2004 en startte op dezelfde plek met een nieuw restaurant, Het Vervolg, met een andere formule. Winthaegen verkocht het restaurant kort na de verandering.
Chef-kok van De Boterbloem was Léon Winthaegen.
In het jaar 2000 kreeg De Boterbloem een Bib Gourmand.